# Турецька ліра
Турецька ліра (тур. Türk Lirası; код: TRY, символ: ₺) — офіційна валюта Туреччини, перебуває в обігу також на території частково визнаної Турецької Республіки Північного Кіпру. Введена в обіг 1 січня 2005 в ході деномінації за якою мільйон старих лір обмінювалися на одну нову. Одна ліра поділяється на 100 курушів (тур. kuruş). Сьогодні в обігу перебувають монети номіналом 1, 5, 10, 25, 50 курушів і 1 ліра та банкноти в 5, 10, 20, 50, 100 і 200 лір. Емісійний центр — Центральний банк Туреччини.

## Історія
До ліри, обіговою монетою в Османській імперії був акче, що пізніше був замінений піастрою. Спершу це була велика срібна монета, що поступово перетворилась на дрібну срібну монету, вартістю в 1/100 золотої ліри.
Імперський Османський Банк вперше випустив паперові піастри, номіналом від 5 до 5000. Паперові гроші було деноміновано в лірах в середині 1870-х.
Друга світова війна призвела до відмови Туреччини від золотого стандарту, одна золота ліра була прирівняна до 9 паперових лір на початку 1920-х.
Турецька Республіка замінила старі османські паперові ліри середнього розміру срібними монетами. Також були випущені нові банкноти номіналом 1, 5, 10, 50, 100, 500 та 1000 лір. На кожній було розміщено портрет Мустафи Кемаля Ататюрка.
Через гіперінфляцію в Туреччині що тривала з 1970-х до 1990-х, турецька ліра була серйозно девальвована: від 9 лір за долар США у кінці 1960-х до 1,65 мільйона за долар США у 2001:
- 1933: $1 = 2 турецькі ліри.
- 1966: $1 = 9 турецьких лір.
- 1980: $1 = 90 турецьких лір.
- 1988: $1 = 1,300 турецьких лір.
- 1995: $1 = 45,000 турецьких лір.
- 2001: $1 = 1,650,000 турецьких лір.

### Стара ліра (до 2005)
До 2005 турецькою валютою була Türk Lirası (TL, ISO 4217: TRL). Ліра складалась із піастр, котрі, в свою чергу, складались із 40 пар.
Через надмірну інфляцію Великі національні збори Туреччини прийняли закон в кінці грудня 2004, що дозволив ввести нову ліру, котра би замінила мільйон старих.
Курс обміну на 1 січня, 2005:
- USD 1.00 = TRL 1,325,700.00 = TRY 1.3257
- EUR 1.00 = TRL 1,798,179.00 = TRY 1.79818

### Нова турецька ліра (2005—2008)

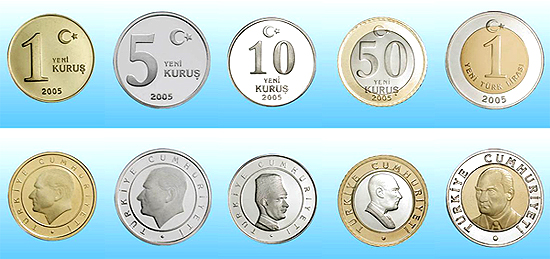
Монети «нової ліри» (2005—2008)

У перехідний період з 1 січня 2005 по 31 грудня 2008 валютою Туреччини офіційно була «нова ліра». Монети були введені в обіг у 2005 році у номіналах 1, 5, 10, 25 та 50 нових курушів та 1 нова ліра. Монета у 1 новий куруш була виконана з латуні, монети номіналами 5, 10 та 25 нових курушів — з мідно-нікелевого сплаву, 50 нових курушів і 1 нова ліра були біметалевими. На всіх монетах зображені різні портрети Мустафи Кемаля Ататюрка. Старі ліри залишалися в обігу до кінця 2005 року.

### Турецька ліра (з 2009)
З 1 січня 2009 року валюта Туреччини знову стала називатися «турецькою лірою». В обіг вийшли монети з номіналами, вираженими у «турецьких лірах» (попередня серія мала номінали у «нових турецьких лірах»): 1, 5, 10, 25, 50 курушів та 1 ліра.

## Монети
| Монети Туреччини з 2009 року | Монети Туреччини з 2009 року | Монети Туреччини з 2009 року | Монети Туреччини з 2009 року | Монети Туреччини з 2009 року | Монети Туреччини з 2009 року | Монети Туреччини з 2009 року                                                                         | Монети Туреччини з 2009 року | Монети Туреччини з 2009 року          | Монети Туреччини з 2009 року                  | Монети Туреччини з 2009 року | Монети Туреччини з 2009 року | Монети Туреччини з 2009 року |
| Зображення                   | Зображення                   | Номінал                      | Технічні характеристики      | Технічні характеристики      | Технічні характеристики      | Технічні характеристики                                                                              | Опис                         | Опис                                  | Опис                                          | Дата                         | Дата                         | Дата                         |
| Аверс                        | Реверс                       | Номінал                      | Діаметр                      | Товщина                      | Маса                         | Склад                                                                                                | Гурт                         | Аверс                                 | Реверс                                        | Виготовлена                  | В обігу з                    |                              |
| ---------------------------- | ---------------------------- | ---------------------------- | ---------------------------- | ---------------------------- | ---------------------------- | --- | ---------------------------- | ------------------------------------- | --------------------------------------------- | ---------------------------- | ---------------------------- | ---------------------------- |
|                              |                              | 1 куруш                      | 16,5 мм                      | 1,35 мм                      | 2,2 г                        | 70 % міді 30 % цинку                                                                                 | Гладкий                      | Номінал, візерунок, рік               | «TÜRKİYE CUMHURİYETİ», Мустафа Кемаль Ататюрк | 2008                         | 1 січня 2009                 |                              |
|                              |                              | 5 курушів                    | 17,5 мм                      | 1,65 мм                      | 2,9 г                        | 65 % міді 18 % нікелю 17 % цинку                                                                     | Гладкий                      | Номінал, візерунок, рік               | «TÜRKİYE CUMHURİYETİ», Мустафа Кемаль Ататюрк | 2008                         | 1 січня 2009                 |                              |
|                              |                              | 10 курушів                   | 18,5 мм                      | 1,65 мм                      | 3,15 г                       | 65 % міді 18 % нікелю 17 % цинку                                                                     | Гладкий                      | Номінал, візерунок, рік               | «TÜRKİYE CUMHURİYETİ», Мустафа Кемаль Ататюрк | 2008                         | 1 січня 2009                 |                              |
|                              |                              | 25 курушів                   | 20,5 мм                      | 1,65 мм                      | 4 г                          | 65 % міді 18 % нікелю 17 % цинку                                                                     | Ребристий                    | Номінал, візерунок, рік               | «TÜRKİYE CUMHURİYETİ», Мустафа Кемаль Ататюрк | 2008                         | 1 січня 2009                 |                              |
|                              |                              | 50 курушів                   | 23,85 мм                     | 1,9 мм                       | 6,8 г                        | Зовнішнє кільце: 65 % міді 18 % нікелю 17 % цинку Внутрішня частина: 79 % міді 4 % нікелю 17 % цинку | Ребристий                    | Номінал, Стамбул, підвісний міст, рік | «TÜRKİYE CUMHURİYETİ», Мустафа Кемаль Ататюрк | 2008                         | 1 січня 2009                 |                              |
|                              |                              | 1 ліра                       | 26,15 мм                     | 1,9 мм                       | 8,2 г                        | Зовнішнє кільце: 79 % міді 4 % нікелю 17 % цинку Внутрішня частина: 65 % міді 18 % нікелю 17 % цинку | Літери «T.C.» і тюльпан      | Номінал, візерунок, рік               | «TÜRKİYE CUMHURİYETİ», Мустафа Кемаль Ататюрк | 2008                         | 1 січня 2009                 |                              |

## Банкноти
| Банкноти зразка 2009 року (серія Е9)                                 | Банкноти зразка 2009 року (серія Е9) | Банкноти зразка 2009 року (серія Е9) | Банкноти зразка 2009 року (серія Е9) | Банкноти зразка 2009 року (серія Е9) | Банкноти зразка 2009 року (серія Е9) | Банкноти зразка 2009 року (серія Е9)                                                                   | Банкноти зразка 2009 року (серія Е9) |
| Зображення                                                           | Зображення                           | Номінал                              | Розмір мм                            | Колір                                | Що зображено                         | Що зображено                                                                                           | Що зображено                         |
| аверс                                                                | реверс                               | Номінал                              | Розмір мм                            | Колір                                | на аверсі                            | на реверсі                                                                                             |                                      |
| -------------------------------------------------------------------- | ------------------------------------ | ------------------------------------ | ------------------------------------ | ------------------------------------ | ------------------------------------ | --- | ------------------------------------ |
|                                                                      |                                      | 5 лір                                | 64×130                               | коричневий                           | Портрет Ататюрка                     | Портрет професора Айдина Сайили, фрагмент Сонячної системи, структура атома і фрагмент ланцюжка Z-ДНК  |                                      |
|                                                                      |                                      | 10 лір                               | 64×136                               | червоний                             | Портрет Ататюрка                     | Портрет професора Джахіта Арфа, математичні формули (теорема Хассе-Арфа)                               |                                      |
|                                                                      |                                      | 20 лір                               | 68×142                               | зелений                              | Портрет Ататюрка                     | Портрет Мімара Кемаледдіна, будинок Університету Газі, акведук, геометричні фігури: куб, куля, циліндр |                                      |
|                                                                      |                                      | 50 лір                               | 68×148                               | помаранчевий                         | Портрет Ататюрка                     | Портрет письменниці Фатми Алій Топуз, стопка паперів, чорнильниця з пером, книги                       |                                      |
|                                                                      |                                      | 100 лір                              | 72×154                               | синій                                | Портрет Ататюрка                     | Портрет музиканта Бухурізаде Ітрі, сидяча фігура Румі, музичні інструменти, нотні знаки                |                                      |
|                                                                      |                                      | 200 лір                              | 72×160                               | ліловий                              | Портрет Ататюрка                     | Портрет поета Юнуса Емре, мавзолей Юнуса, летючі голуби, троянди                                       |                                      |
| Джерело: TCMB — Banknotes in Circulation and their Security Features |                                      |                                      |                                      |                                      |                                      | |                                      |

## Валютний курс
Центральний банк Туреччини використовує плаваючий (ринковий) режим валютного курсу. Після деномінації у 2005 турецька ліра стала мати більш стабільний обмінний курс у порівнянні з попередніми десятиліттями гіперінфляції. Однак вона продовжує мати порівняно «м'який» курс відносно головних валют світу. Так з 2005 по 2015 рік вона ослабла відносно долара США на 116 % (з 1,34 до 2,91 лір за долар) та євро на 73 % (з 1,83 до 3,17 лір за євро). У 2016 це падіння пришвидшилося через політичну нестабільність в країні після спроби державного перевороту. Станом на 1 січня 2018 року, курс був 3,79 лір за долар та 4,54 за євро. Відносно української гривні курс в цей день становив 7,43 гривні за 1 ліру.
У 2017—2018 роках, девальвація турецької ліри ще більше пришвидшилась через побоювання обмеження президентом Ердоганом незалежності центрального банку та напруження геополітичної ситуації навколо Туреччини. 10 серпня 2018 року, турецька ліра за один день девальвувала на 20 % відносно долара США — до 6,79 лір за 1 долар. Це відбулося на тлі загострення відносин між Туреччиною та США. До кінця року, внаслідок деескалації конфлікту, ліра повернула більшу частину серпневого обвалу. Станом на 1 січня 2019, існував курс в 5,29 лір за долар, 6,05 за євро та 5,21 гривні за 1 ліру.
Протягом 2020—2021 років, турецька ліра продовжувала різко падати, причиною чого економісти називали безросудну економічну політику президента Ердогана. Реджеп Таїп Ердоган продовжував чинити тиск на центральний банк країни щоб той розвернувся до агресивного циклу пом'якшення грошово-кредитної політики, який, за його словами, спрямований на збільшення експорту, інвестицій і робочих місць - навіть незважаючи на те, що інфляція злетіла майже до 20%, а знецінення валюти прискорюється, що сильно позначається на доходах громадян. Протягом кількох тижнів грудня 2021, ліра знецінилася до рекордного мінімуму у 18,4 лір за 1 долар. 21 грудня 2021 року, на фоні того, як Ердоган озвучив план гарантій депозитів у місцевій валюті від ринкових коливань, ліра відіграла втрати повернувшись до рівня 12 лір за долар.
В липні 2022 року споживча інфляція в Туреччині прискорилась до 79,6% у річному вимірі — до максимуму з вересня 1998 року. Турецька ліра на початку серпня торгувалася на рівні 17,95 лір за долар.
Станом на 27 березня 2025, курс (за даними МВФ, ЄЦБ та НБУ) становить 38 лір за долар, 40,99 за євро та 1,094 гривні за ліру.

Графік валютного курсу відносно євро (з 1999 року)